# Toorenbos
Het Toorenbos is een jong aangeplant bos direct ten noorden van Hoek.
Het loofbosje van 7 ha werd aangeplant in 1989 en is gelegen in de Lovenpolder nabij de Voorste Kreek. Opvallend is het paraboolvormige bospad.
Hoewel het nog een jong bos is, broeden er reeds bosvogels als de ransuil en de groene specht. Tot de vlinders behoren het oranjetipje en het bont zandoogje. In het bos werd een amfibieënpoel aangelegd.